# Тёнинк, Ян
Ян Тёнинк (нидерл. Jan Theuninck, 7 июня 1954 года, Зоннебеке, Западная Фландрия, Бельгия) — бельгийский художник и поэт, пишущий на французском и английском языках.

## Биография
Его картины абстрактны; их относят где-то между минимализмом и монохромным экспрессионизмом. Находится под влиянием Эльсуорта Келли и Жоана Миро. Работы отражают его социальные и политические убеждения, касаются таких тем, как Холокост, колониализм, общество, пацифизм.
Известные стихи: Tais-toi!, Stalag Zehn B, Ypérite, Shoa, Papirac.